# Энеис бледно-жёлтая
Энеис бледно-жёлтая (лат. Oeneis diluta) — дневная бабочка семейства Бархатницы.
Ранее вид рассматривался как подвид Oeneis anna.

## Описание
Размах крыльев 43−60 мм. Окраска крыльев бабочки представлена светлыми тонами. На нижней стороне задних крыльев срединная перевязь не выражена. Контур пестрой внутренней половины крыла плавный, без зубцевидного выступа в срединной части. Половой диморфизм выражен слабо. Самка крупнее самца. Её переднее крыло более округлое. Глазчатые пятна на крыльях у самки крупнее и интенсивнее.

## Ареал
Эндемик России. Встречается только на территории Тывы.

## Биология
Время лёта в июне — июле. Бабочки встречаются локально и редко.